# Paradiset
Paradiset er en svensk dramafilm fra 2003 instrueret af Colin Nutley, der skrev manuskriptet i samarbejde med Johanna Hald. Filmen har blandt andre Helena Bergström og Niklas Hjulström i hovedrollerne.

## Handling
Tabloidjournalisten Annika Bengtzon skriver om et mord i Stockholms havn, og hun har mistanke om, at den jugoslaviske mafia er involveret. Hun finder dog også forbindelser til en fond, der driver et krisecenter for voldsramte kvinder, Paradiset. I jagten på en god historie møder hun også en socialrådgiver, Thomas, som også mener, at fonden bør undersøges nærmere.

## Medvirkende
- Helena Bergström - Annika Bengtzon
- Lis Nilheim - Annikas mor
- Inga Landgré - Annikas mormor
- Jonas Malmsjö - Sven
- Suzanna Dilber - Aida Begovic
- Georgi Staykov - Ratko
- Niklas Hjulström - Thomas Samuelsson
- Örjan Ramberg - Anders Schyman
- Reine Brynolfsson - Spiken
- Brasse Brännström - Nils Langeby
- Ewa Fröling - Berit
- Maria Lundqvist - Eva-Britt Qvist
- Lisa Nilsson - Rebecka Björkstig
- Katarina Ewerlöf - Anne
- Angela Kovács - Eleonor
- Lena T. Hansson - Mia Eriksson
- Katarina Sandström - studievært på SVT
- Lasse Bengtsson - studievært på TV4